# Magusa perversa
Magusa perversa är en fjärilsart som beskrevs av Embrik Strand 1921. Magusa perversa ingår i släktet Magusa och familjen nattflyn. Inga underarter finns listade i Catalogue of Life.